# Кокран (Альберта)
Кокрейн (англ. Cochrane) — містечко в Канаді, у провінції Альберта, у складі муніципального району Рокі-В'ю.

## Населення
За даними перепису 2016 року, містечко нараховувало 25853 особи, показавши зростання на 47,1%, порівняно з 2011-м роком. Середня густина населення становила 866,7 осіб/км².
З офіційних мов обидвома одночасно володіли 2 480 жителів, тільки англійською — 23 315, тільки французькою — 15, а 45 — жодною з них. Усього 1,860 осіб вважали рідною мовою не одну з офіційних, з них 10 — одну з корінних мов, а 45 — українську.
Працездатне населення становило 14 975 осіб (74,3% усього населення), рівень безробіття — 7% (7,4% серед чоловіків та 6,6% серед жінок). 86,1% осіб були найманими працівниками, а 12,6% — самозайнятими.
Середній дохід на особу становив $68 927 (медіана $50 896), при цьому для чоловіків — $91 345, а для жінок $47 443 (медіани — $70 400 та $35 927 відповідно).
25% мешканців мали закінчену шкільну освіту, не мали закінченої шкільної освіти — 11,2%, 63,7% мали післяшкільну освіту, з яких 40,5% мали диплом бакалавра, або вищий, 130 осіб мали вчений ступінь.
| Статево-вікова структура населення | Статево-вікова структура населення | Статево-вікова структура населення | Статево-вікова структура населення | Статево-вікова структура населення |
| ---------------------------------- | ---------------------------------- | ---------------------------------- | ---------------------------------- | ---------------------------------- |
|                                    |                                    |                                    |                                    |                                    |
| Всього                             | Всього                             | 49,2%50,8%                         |                                    |                                    |
| 0 — 14 років                       | 0 — 14 років                       |                                    | 21,3%                              | 21,3%                              |
| 15 — 64 років                      | 15 — 64 років                      |                                    | 67,2%                              | 67,2%                              |
| 65 і більше                        | 65 і більше                        |                                    | 11,5%                              | 11,5%                              |
| 85 і більше                        | 85 і більше                        |                                    | 0,9%                               | 0,9%                               |
| Середній вік (років)               | Середній вік (років)               | 36,737,6                           | 37,1                               | 37,1                               |
| Медіана (років)                    | Медіана (років)                    | 36,637,2                           | 36,9                               | 36,9                               |
| — чоловіки — жінки                 |                                    |                                    |                                    |                                    |

| Походження мешканців:     | Походження мешканців:     | Походження мешканців: | Походження мешканців: | Походження мешканців: |
| ------------------------- | ------------------------- | --------------------- | --------------------- | --------------------- |
| Походження                |                           |                       | осіб                  | %                     |
| Корінні американці        | Корінні американці        |                       | 1 405                 | 5.43%                 |
| Інше північноамериканське | Інше північноамериканське |                       | 7 720                 | 29.86%                |
| Європейське               | Європейське               |                       | 21 555                | 83.38%                |
| британське                | британське                |                       | 15 085                | 58.35%                |
| французьке                | французьке                |                       | 3 035                 | 11.74%                |
| українське                | українське                |                       | 2 695                 | 10.42%                |
| Латинськоамериканське     | Латинськоамериканське     |                       | 345                   | 1.33%                 |
| Карибське                 | Карибське                 |                       | 235                   | 0.91%                 |
| Африканське               | Африканське               |                       | 200                   | 0.77%                 |
| Азійське                  | Азійське                  |                       | 1 395                 | 5.4%                  |
| Океанійське               | Океанійське               |                       | 195                   | 0.75%                 |

| Зайнятість населення за галузями (за класифікацією NOC): | Зайнятість населення за галузями (за класифікацією NOC): | Зайнятість населення за галузями (за класифікацією NOC): | Зайнятість населення за галузями (за класифікацією NOC): | Зайнятість населення за галузями (за класифікацією NOC): |
| -------------------------------------------------------- | -------------------------------------------------------- | -------------------------------------------------------- | -------------------------------------------------------- | -------------------------------------------------------- |
|                                                          |                                                          |                                                          |                                                          |                                                          |
| Управління                                               | Управління                                               |                                                          | 13,1%                                                    | 13,1%                                                    |
| Бізнес, фінанси та адміністрування                       | Бізнес, фінанси та адміністрування                       |                                                          | 14,5%                                                    | 14,5%                                                    |
| Природничі та прикладні науки                            | Природничі та прикладні науки                            |                                                          | 8,3%                                                     | 8,3%                                                     |
| Охорона здоров'я                                         | Охорона здоров'я                                         |                                                          | 7,7%                                                     | 7,7%                                                     |
| Освіта, правозахист, муніципальні та урядові служби      | Освіта, правозахист, муніципальні та урядові служби      |                                                          | 13%                                                      | 13%                                                      |
| Мистецтво, культура, відпочинок та спорт                 | Мистецтво, культура, відпочинок та спорт                 |                                                          | 2,7%                                                     | 2,7%                                                     |
| Роздрібна торгівля та послуги                            | Роздрібна торгівля та послуги                            |                                                          | 20,4%                                                    | 20,4%                                                    |
| Гуртова торгівля, транспорт та обладнання                | Гуртова торгівля, транспорт та обладнання                |                                                          | 15,1%                                                    | 15,1%                                                    |
| Природні ресурси, сільське господарство                  | Природні ресурси, сільське господарство                  |                                                          | 3,1%                                                     | 3,1%                                                     |
| Виробництво                                              | Виробництво                                              |                                                          | 2%                                                       | 2%                                                       |

## Клімат
Середня річна температура становить 3,4°C, середня максимальна – 21,3°C, а середня мінімальна – -16,8°C. Середня річна кількість опадів – 482 мм.
| Клімат поселення                              | Клімат поселення | Клімат поселення | Клімат поселення | Клімат поселення | Клімат поселення | Клімат поселення | Клімат поселення | Клімат поселення | Клімат поселення | Клімат поселення | Клімат поселення | Клімат поселення | Клімат поселення |
| Показник                                      | Січ.             | Лют.             | Бер.             | Квіт.            | Трав.            | Черв.            | Лип.             | Серп.            | Вер.             | Жовт.            | Лист.            | Груд.            |                  |
| Середній максимум, °C                         | −2,72            | 0,58             | 4,70             | 10,58            | 15,82            | 19,70            | 21,26            | 20,92            | 15,95            | 10,71            | 2,69             | −2,06            |                  |
| Середня температура, °C                       | −9,75            | −6,44            | −2,32            | 3,55             | 8,80             | 12,66            | 15,30            | 14,96            | 9,97             | 4,74             | −3,26            | −8,04            |                  |
| Середній мінімум, °C                          | −16,78           | −13,47           | −9,34            | −3,47            | 1,77             | 5,65             | 9,33             | 8,99             | 4,00             | −1,24            | −9,23            | −13,99           |                  |
| Норма опадів, мм                              | 14               | 12               | 24               | 35               | 66               | 94               | 72               | 67               | 49               | 19               | 17               | 13               |                  |
| Середньомісячна швидкість вітру, м/с          | 3.35             | 3.20             | 3.49             | 3.60             | 3.51             | 3.36             | 3.01             | 2.85             | 3.10             | 3.36             | 3.42             | 3.32             |                  |
| Середньомісячна сонячна радіація, кДж/м²·день | 3931             | 7290             | 12603            | 17020            | 20366            | 21665            | 22808            | 19482            | 13547            | 8183             | 4275             | 3018             |                  |
| --------------------------------------------- | ---------------- | ---------------- | ---------------- | ---------------- | ---------------- | ---------------- | ---------------- | ---------------- | ---------------- | ---------------- | ---------------- | ---------------- | ---------------- |
| Джерело:                                      |                  |                  |                  |                  |                  |                  |                  |                  |                  |                  |                  |                  |                  |

## Галерея

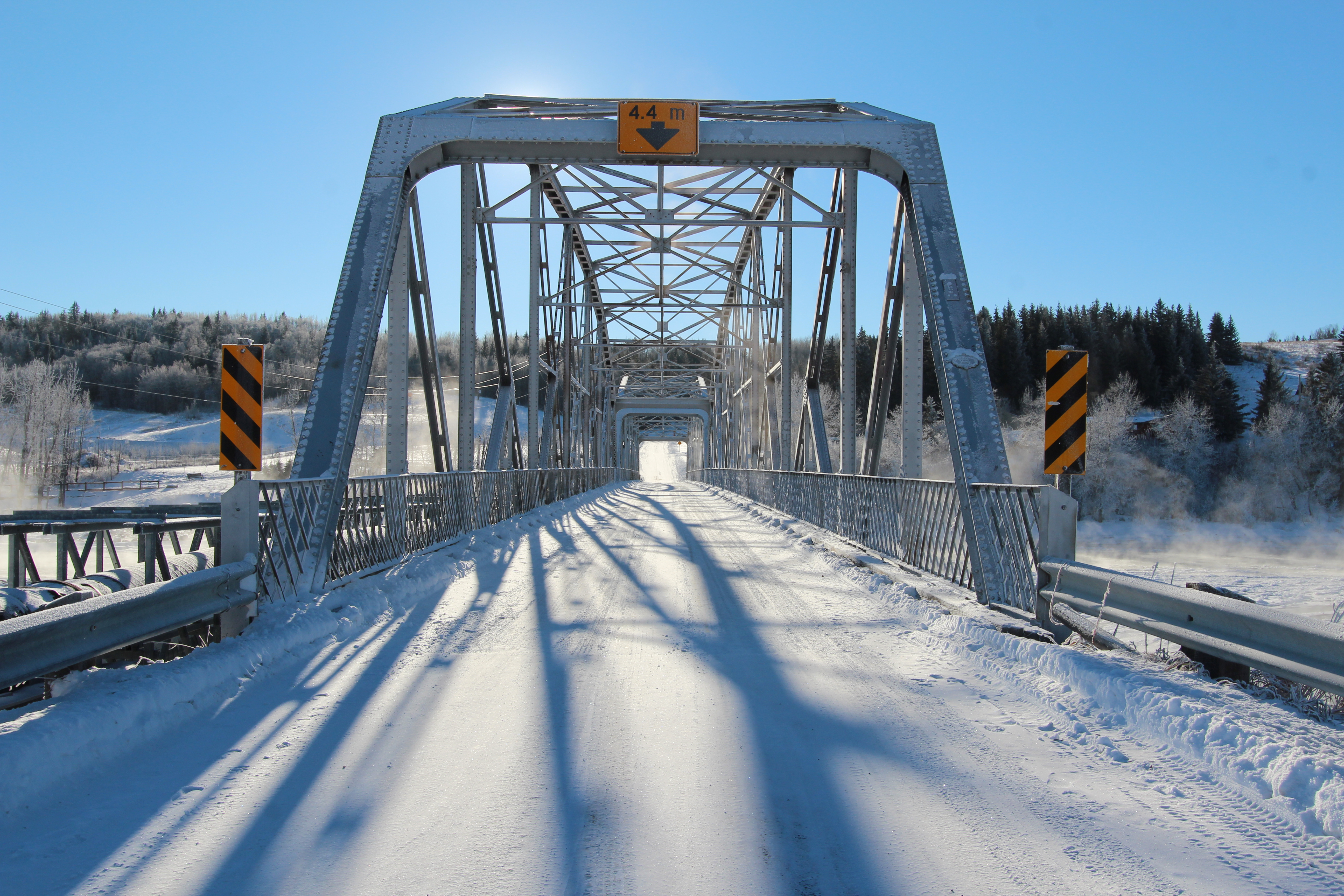
Міст через річку Боу
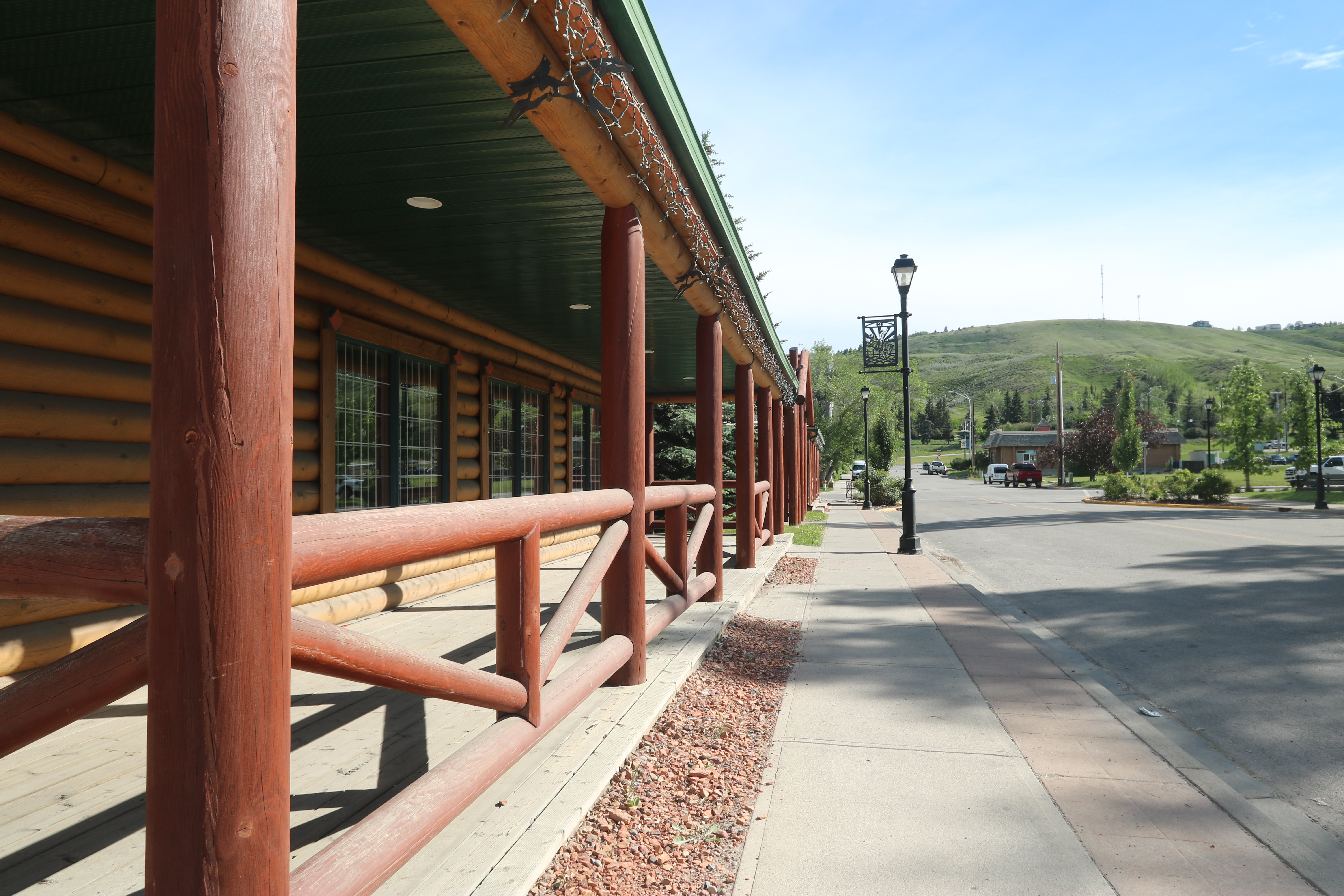
Кінодекорації на головній вулиці
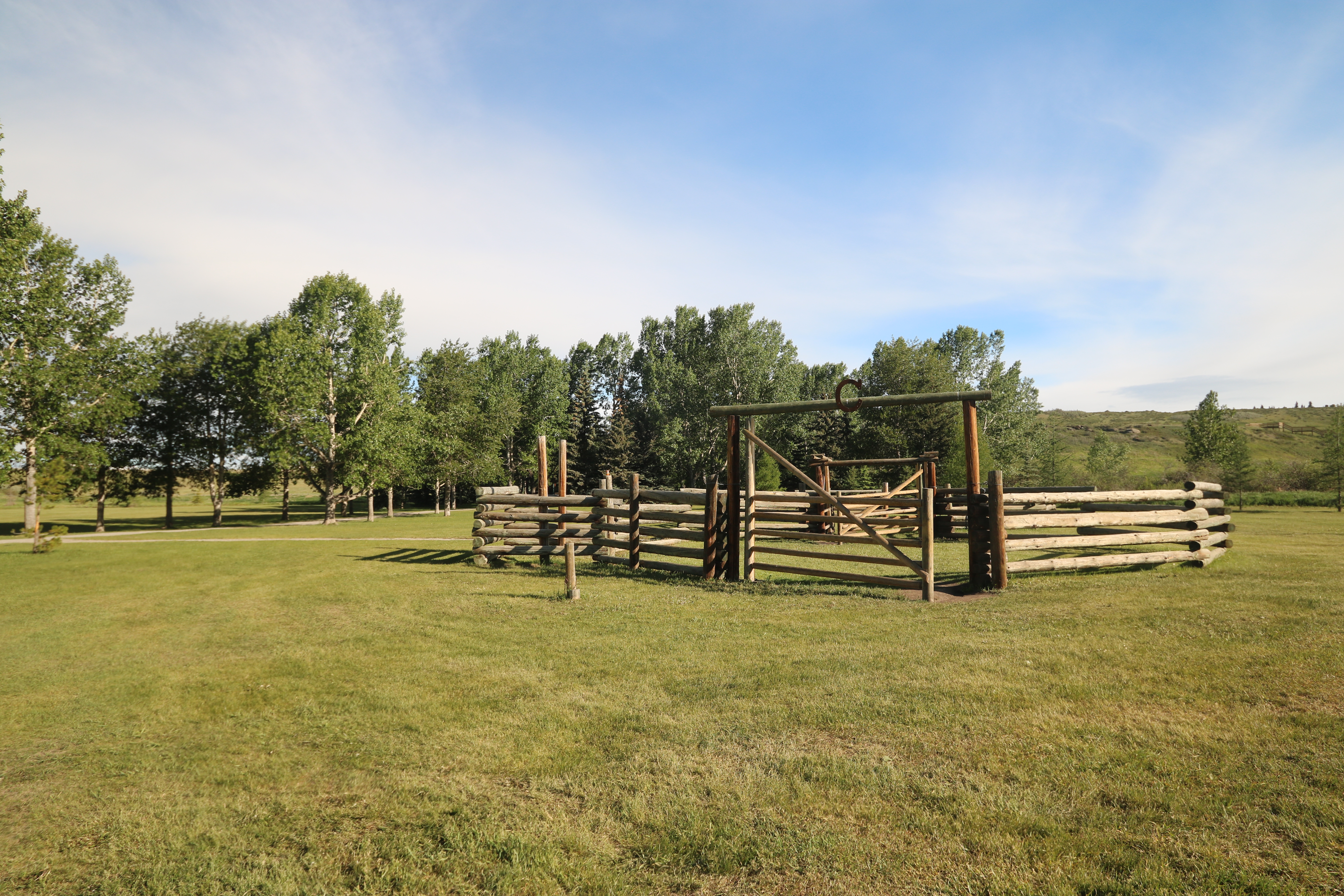
Ранчо Кокран